# Abdullah al-Wakid
Abdullah al-Wakid asch-Schahrani (arabisch عبد الله الواكد الشهراني, DMG ʿAbdallāh al-Wākid aš-Šahrānī, nach englischer Umschrift häufig Abdullah Al-Waked Al-Shahrani; * 29. September 1975) ist ein ehemaliger saudi-arabischer Fußballspieler.
Er spielte die meiste Zeit seiner Karriere für Al-Shabab (1994–2002) und Al-Ittihad.
Er spielte auch für die saudi-arabische Fußballnationalmannschaft und war sowohl Teilnehmer bei den Olympischen Sommerspielen 1996, als auch der Fußball-Weltmeisterschaft 2002.